# Cheval au Brésil
Le cheval au Brésil (portugais : cavalo) est représenté par l'élevage de nombreuses races, principalement destinées à l'équitation de travail. Ce pays a la quatrième plus importante population de chevaux au monde.

## Histoire
Des fossiles de chevaux sauvages datant de la Préhistoire ont été retrouvées sur tout le continent américain, mais le cheval disparaît environ 10 000 ans av. J.C., peut-être sous la pression de la chasse des populations humaines. L'espèce est réintroduite par des explorateurs et des colons européens sous sa forme domestique, au XVe siècle.
Le cheptel de chevaux brésilien doit son existence au cheval colonial espagnol amené vers les Amériques en transitant par les Caraïbes.

## Pratiques et usages

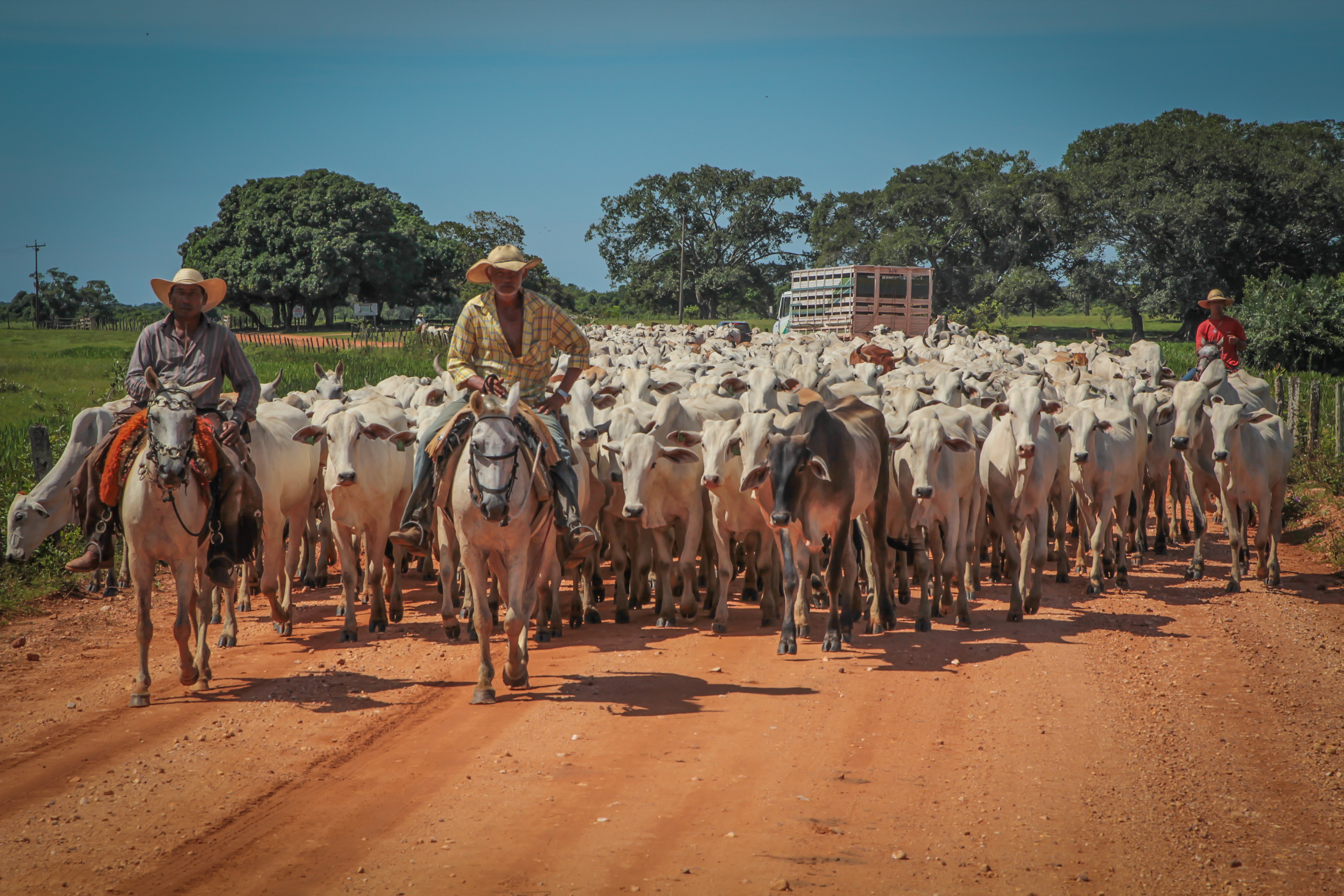
Conduite du bétail dans le Pantanal.

Les chevaux servent surtout de montures pour l'équitation de travail avec le bétail.
Il existe aussi une industrie de sport hippique.

## Élevage
Le Brésil a le quatrième plus important cheptel de chevaux au monde après les États-Unis, le Mexique et la Chine, avec 5 437 000 têtes recensées en 2013 par la FAO. En 2012, la population chevaline brésilienne est estimée à une médiane de 5 630 907 têtes dans l'ouvrage de référence Equine Science, ce qui représente 9,57 % de la population chevaline mondiale.
Une particularité dans l'élevage des chevaux brésilien est que les populations localement adaptées a un biotope ont le statut de races séparées, avec leur propre programme d'élevage.
Le Nordestin, cheval du Nordeste, est de petite taille, monté pour le travail avec le bétail. Le Pantaneiro, autre race locale, fait l'objet de mesures de conservation
Le cheval de sport brésilien est élevé depuis les années 1970, à partir du Criollo.
Le Campeiro, race localement développée, est monté pour le travail du bétail, la selle et le transport.
Le Campolina est un cheval d'allures brésilien, tout comme le Mangalarga Marchador, monté en travail du bétail.
Le Criollo local est nommé Crioulo, en portugais. Le Corajoso est un grand poney de selle, caractérisé par sa robe tachetée léopard.

### Maladies et parasitisme
La fièvre équine du Potomac, localement nommée churrio, a frappé le sud du Brésil plusieurs fois ces 100 dernières années.

## Culture
Les Gauchos forment une culture équestre spécifique en Amérique du Sud (dont le Brésil), glorifiant les valeurs d'honneur, de liberté, de droiture, de bravoure, et surtout de masculinité. L'historien de l'Amérique latine John Charles Chasteen (en) témoigne ainsi (en 1995) que les gauchos Guaranis ne comptent aucune femme.
Dans la société brésilienne, les Gauchos sont présentés comme des cavaliers virils et les femmes comme des êtres fragiles devant rester au foyer. Les femmes sont cependant autorisées à participer aux compétitions de rodéo brésiliennes depuis les années 2000, mais cette autorisation de participer s'accompagne d'agissements visant à les garder « dans les limites de la féminité normative ».